# 레오니다스 (에피로스)
에피로스의 레오니다스(Leonidas of Epirus) 또는 레우코니데스(Leuconides)는 알렉산더가 아리스토텔레스의 제자가 되기 전의 유년기에 교육을 맡긴 알렉산더 대왕의 어머니 올림피아스의 친척이었다.

## 스승
레오니다스는 엄격한 성격을 가진 사람이었다. 그는 어린 왕자를 라코니아식 훈련법으로 혹독하게 훈육시켰다. 그는 알렉산더가 사치에 빠질까봐 올림피아스가 챙겨주었을지도 모를 것들을 확인하기 위해 학생들의 침구와 옷이 들어 있는 궤짝을 검사했다고 전해진다. 이후 알렉산더는 다음과 같이 말했다.
| “ | 레오니다스가 제공한 뛰어난 두 가지 요리가 있었는데, 아침을 맛있게 하기 위한 야간행군과 저녁을 맛있게 해줄 부족한 아침 식사였다. | ” |

## 충고
한때, 알렉산더가 터무니없는 분량의 향을 불 속에 던져 넣고 있자, 레오니다스가 그에게 “향이 자라는 나라를 정복할 때까지 더 절약하라”고 훈계를 했다. 알렉산더는 이후 그에게 아시아에서 600 달란트 무게의 향과 몰약을 다음과 같은 메시지와 함께 보냈다. “신에게 바치는 제물을 더 이상 인색하지 마시길 ...”
레오니다스의 거친 훈육법이 알렉산의 인격에 모두 도움이 되었는 지는 의문이다.